# Alfred Harth

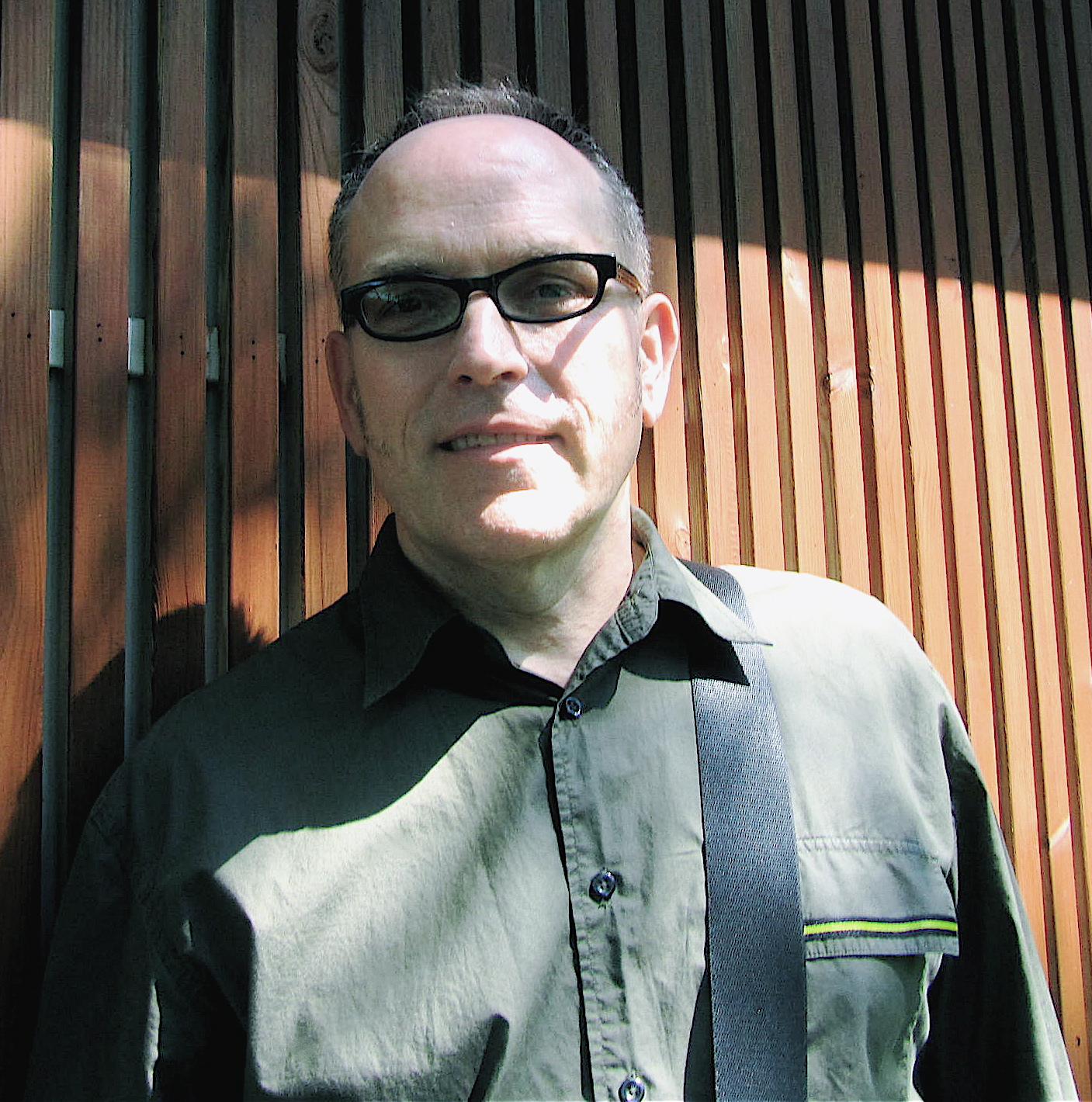
Alfred 23 Harth (2012)

Alfred 23 Harth (* 28. September 1949 in Kronberg im Taunus als Alfred Harth) ist ein genreüberschreitender Musiker (Bassklarinette, Tenorsaxofon, Electronics), Komponist und Multimedia-Künstler.

## Leben und Wirken
Harth wuchs als Sohn des Frankfurter Kaufmanns Friedrich Harth und seiner Frau Käte (geb. von Zeletzki) auf; sein älterer Bruder ist der Literatur- und Kulturwissenschaftler Dietrich Harth. Nach Improvisationsunterricht bei Carlo Bohländer und Emil Mangelsdorff gründete Harth bereits in der Schulzeit ein Jazztett. Mit seinem Essay Über Synästhesie begann er 1967 seine kreativen Horizonte einer großen Vielfalt von künstlerischen Bereichen zu öffnen. In die frei improvisierende Gruppe Just Music (mit Thomas Cremer, Johannes Krämer, Thomas Stöwsand u. a.) bezog er klassische Streicher ein und begann zu komponieren. Im gleichen Jahr eröffnete er in Frankfurt am Main ein centrum freier cunst für improvisierte Live-Musik, Kunstausstellungen und Experimentalpoesie. Angeregt von Dada integrierte er 1968 beim Konzert im Action-Center München Alltagsgegenstände; im Stadttheater Bremerhaven bezog er sein Publikum mit ein, veranstaltete Happenings und andere Aktionen im öffentlichen Raum. Mit dem Ensemble Just Music hatte er einen ersten Fernsehauftritt in einem TV-Feature über Franz Mon.

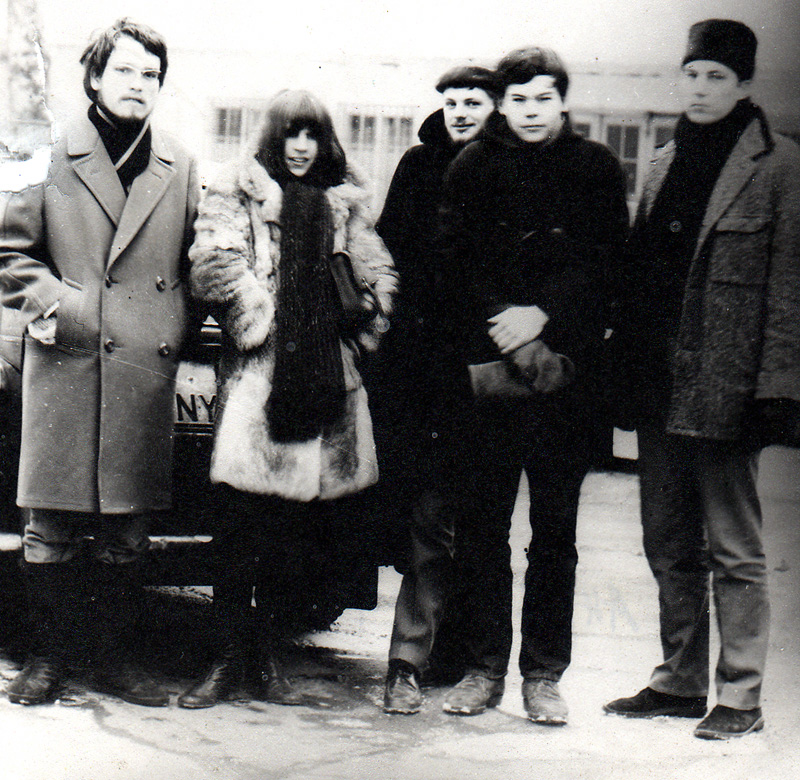
Just Music (1970); von links nach rechts: Alfred Harth, Nicole Van den Plas, Thomas Cremer, Franz Volhard, Peter Stock

### Freie Improvisation
1968 spielte Harth mit Sven-Åke Johansson, Rüdiger Carl u. a. im Zodiak Free Arts Lab in Berlin. 1969 begann Harth ein Studium für Design an der HfG Offenbach, veröffentlichte mit der Gruppe Just Music eine erste Schallplatte auf ECM und begann eine Partnerschaft und Zusammenarbeit mit der belgischen Künstlerin und Pianistin Nicole Van den Plas.
1970 gab Just Music ein einmonatiges Gastspiel im Pariser Theatre Lucernaire, traf Mitglieder der Chicagoer AACM und spielte auf Festivals in Avignon, im belgischen Bilzen, Jazz nad Odra Breslau, Radio Prag, Přerov, dem Deutschen Jazzfestival in Frankfurt am Main und in der Liederhalle Stuttgart (Radio-Mitschnitt). Harth studierte Philosophie, Soziologie und Kunstpädagogik an der Johann Wolfgang Goethe-Universität. Ab 1970 wohnte er mit Nicole Van den Plas zeitweilig in Belgien, wo sich in Brügge und Antwerpen eine fruchtbare Free-Jazz-Szene entwickelt hatte, gab dort Konzerte mit ihr, Paul Lovens und Peter Kowald. Er gründete 1972 die Gruppe E.M.T. (Energy/Movement/Totale, 1972–75) mit Van den Plas und dem schwedischen Schlagwerker Sven-Åke Johansson. In dieser Zeit gehörte Harth zeitweise auch zu Gunter Hampels Galaxie Dreamband und knüpfte erste Verbindungen zur New Yorker Szene, namentlich zu Perry Robinson, John Fischer, Jay Clayton und den Brubeck-Söhnen, mit denen er Mitte der 1970er in der Loftszene New York spielte.

### Goebbels/Harth und weitere Kooperationen
Zurück in Frankfurt gründete Harth mit Heiner Goebbels das Duo Goebbels/Harth (1975–1988), das unter anderem durch seine Eisler- und Bachbearbeitungen bekannt wurde. Ein zweites Duo mit dem Schlagzeuger Uwe Schmitt wurde 1977 um den Bassisten Buschi Niebergall zum Trio erweitert. Von 1976 bis 1981 gehörte Harth mit Goebbels zum Kern des Sogenannten Linksradikalen Blasorchesters, einer Großformation, die Aktionen der Frankfurter Spontiszene musikalisch begleitete. Joachim-Ernst Berendt bezeichnete die zweite Goebbels/Harth-LP Vom Sprengen des Gartens (1979) als den wichtigsten deutschen Jazz-Tonträger der 1970er Jahre und produzierte mit Goebbels/Harth 1981 die Jazz-&-Lyrik-LP Zeit wird knapp mit Texten von Bertolt Brecht. Zur gleichen Zeit begann Harth, erweiterte Medien wie Tonband-Loops, Field Recordings und Objets Trouvés in seine Musik zu integrieren, komponierte seine erste Theatermusik zu Der Brotladen von Bertolt Brecht und stellte seine künstlerischen Arbeiten 1963–78 in Frankfurt aus.
Mit dem Ziel, Punk, Jazz und klassische Musik zusammenzuführen, initiierte Alfred Harth 1980 mithilfe seines Kontakts zu ECM/JAPO die LP Es herrscht Uhu im Land und engagierte hierfür H. Goebbels, Christoph Anders, Paul Lovens, Rolf Riehm und Annemarie Roelofs. Dieses Ziel wurde in der von Harth mitbegründeten Gruppe Cassiber weiterverfolgt (Konzertreisen in Europa und Brasilien, internationale Festivals), die Harth 1986 verließ. Nach gemeinsamer Komposition der Abrazzo-Oper mit H. Goebbels und R. Riehm u. a. gründete Harth 1982 das Nonett Reklame der Wirklichkeit mit u. a. Uwe Schmitt und Elvira Plenar. Die von Harth initiierte Projektgruppe Duck & Cover (mit Tom Cora, Chris Cutler, Fred Frith, Goebbels, Dagmar Krause und George Lewis) spielte 1983 auf dem Moers Festival und auf dem Jazzfest Berlin sowie 1986 in Ost-Berlin. Mit der Besetzung seiner ECM-Platte This Earth! (Paul Bley, Barre Phillips, Maggie Nicols und Trilok Gurtu; 1983) realisierte er 1987 eine Doris-Lessing-Bearbeitung Bemerkungen über den Planet Shikasta unter sängerischer Verstärkung von Phil Minton.

### Rückgriff auf Sampling und Remix
Harth begann Sampler, Performances und Videos in seine Musik einzubauen, gründete die Gruppe Gestalt et Jive (Steve Beresford, Ferdinand Richard, Anton Fier, Peter Hollinger, Uwe Schmitt; 1984–87) und nahm am World Music Meeting des SWF (1984) teil. Für die Stadt Frankfurt am Main komponierte Harth 1984 die Frankfurter Stadtoper mit 250 Beteiligten, die auf zwei Open-Air-Grossveranstaltungen auf dem Frankfurter Römerberg aufgeführt wurde. Mit Heiner Goebbels spielte er live die Musik für Nach Aschenfeld von F. K. Waechter, das am Residenztheater uraufgeführt wurde. Weiterhin komponierte Harth Schauspielmusiken für das Nationaltheater Mannheim (zu „Frühlingserwachen“, unter Einbeziehung von Bob Degen, 1984) und für das Schillertheater Berlin zu „Der Architekt und der Kaiser von Assyrien“ (1988, live Realisation mit Elvira Plenar).
Die Platte Anything Goes (1986) war Harths erste Remix-Arbeit. 1986 spielte er mit John Zorn auf dem Moers Festival. 1987 tourte er mit Peter Brötzmann und Sonny Sharrock. 1987–1993 war Harth Mitglied von Lindsay Coopers Gruppe Oh Moscow mit Auftritten u. a. auf Festivals in Zürich, dem Deutschen Jazzfestival (1988), dem Festival International de Musique Actuelle de Victoriaville, Kanada, den Jazzfestivals in Moskau und London (1993). 1988 gründete er die Gruppe Vladimir Estragon (mit FM Einheit, Ulrike Haage, Phil Minton), die u. a. auf dem Jazzfest Berlin und dem Jazzfestival Münster spielte. Er komponierte Filmmusiken und Hörspiele auch unter Einbeziehung von noise art, zum Teil mit Peter Fey und dem Schriftsteller Jürgen Ploog und war u. a. beteiligt an den Filmmusiken zu Der subjektive Faktor und Der Beginn aller Schrecken ist Liebe von Helke Sander. Zusammen mit seiner damaligen Frau Karin Jedermann-Harth unterhielt er von 1984 bis 1991 in Frankfurt am Main die Avantgardegalerie waschSalon.

### Paris…Frankfurt
In den Jahren 1989 bis 1996 wohnte Harth teilweise in Paris und produzierte die CD Sweet Paris (Texte von Wolf Pehlke) als Liebeserklärung an diese Stadt. Im Jahr 1990 ermöglichte er die Ausstellung von William S. Burroughs’ Paintings on Papers in Frankfurt am Main. Im selben Jahr komponierte Harth für das Düsseldorfer Schauspielhaus zu Antigone und 1992 für das Deutsche Theater Berlin zu Elysian Park (von Marlene Streeruwitz, die Aufführungen dieser Theaterfassung untersagte). 1990 zeigte Harth seine Werkschau 2324 FU im Frankfurter Dominikanerkloster, wofür er mit Heinz Sauer als Duo Parcours Bleu a Deux spielte. Dieses Duo trat auch 1992 in San Francisco und auf dem Jazzfestival Vancouver unter Einbeziehung pedalgesteuerter Electronics auf.
1991 gründete Harth gemeinsam mit Lindsay Cooper und Phil Minton das Trio Trabant a Roma, das auf Festivals in Budapest und Straßburg auftrat. 1992 war Harth auf Einladung von Moscow-TV zu Dreharbeiten über ein Porträt von ihm in Moskau und Sankt Petersburg. Der resultierende Film Balance Action wurde u. a. 1993 auf den Internationalen Kurzfilmtage Oberhausen gezeigt. Harth gründete 1992 das QuasarQuartet und trat 1993 mit Simon Nabatov, Mark Dresser und Vladimir Tarasov auf dem Internationalen Jazzfestival Saalfelden auf.
Harth spielte eine aktive Rolle bei der Organisation des Forum Improvisierender Musiker (FIM) in Frankfurt am Main, das monatliche Sessions, Konzerte, ein alljährliches Festival etc. veranstaltete und bis etwa 1998 aktiv war. 1993 bis 1995 veranstaltete Harth das Kunstkonzept Gedankenhotel, war 1994 Mitglied der Künstlergruppe Delikatesy Avantgarde mit Ausstellungen in Danzig und zeigte im Frankfurter Filmmuseum seine Werkschau Tensides. 1994 spielte Harth in der Theaterbearbeitung Winterreise Saxofon, unter anderem 14 Tage lang am La Ma MaTheatre in New York. 1995 begründete er die Gruppe Golden Circle mit David Murray, Fred Hopkins und Dougie Bowne und bearbeitete mit ihr alte koreanische Hofmusik für das Deutsche Jazzfestival. 1997/8 re-arrangierte und leitete Harth unter live-Beteiligung eines Quintetts das Musical West Side Story für das Schauspiel Frankfurt. Mit Uwe Oberg spielte Harth 1997 zu avantgardistischen Stummfilmen und 1999 ebenso mit Peter Kowald und Xu Fengxia auf dem Puschkin-Festival in Moskau. Anfang 2000 hatte sich die Szene des FIM dann weitgehend aufgelöst, so initiierten Christof Krause und Jürgen Werner das Projekt 2014 neu, um der freien Improvisation in der Stadt wieder eine Bühne zugeben. Harth, dessen Arbeitsschwerpunkt sich nach Fernost verlagert hatte, begrüßte die Wiederbelebung des Forums 2018.

### Schwerpunkt Fernost
2000 gründete Harth das Trio Viriditas mit Wilber Morris und Kevin Norton in New York und war 2001–2002 Stipendiat am Ssamzie-Space in Seoul. Er verlegte seinen Arbeitsschwerpunkt nach Ostasien, spielte Konzerte mit Kang Tae Hwan, Choi Sun Bae, Park Chang Soo und vielen anderen. 2002 konzipierte Harth mit Kim Hyung Tae das Mixed-media-programm Terror Milk für Auftritte in Seoul, spielte auf dem Festival Beyond Innocence in Osaka mit Kazuhisa Uchihashi und baute das LaubhuetteStudio Seoul auf. Dort komponierte er Ballettmusiken sowie andere Produktionen. 2003 bis 2006 realisierte er die fünfteilige CD-Serie Mother-of-Pearl unter Einbeziehung von koreanischen Themen und Musikern, wie Hong Chulki und Kae Soojung.
2004 bis 2008 war Harth festes Mitglied in Otomo Yoshihides Ensembles (Tourneen und Festivals in Japan und Europa, fünf CDs). 2007 konzentrierte sich Harth auf CD-Veröffentlichungen und gründete in Rom das Quartett 7k Oaks zusammen mit Luca Venitucci, Massimo Pupilo, Fabrizio Spera, mit dem er 2008 in Europa tourte und 2011 auf dem Festival International de Musique Actuelle de Victoriaville in Kanada auftrat. Mit Otomo Yoshihide's Invisible Songs spielte Harth 2008 in Tokio und auf dem Festival Musique Action in Nancy. Mit Günter Müller und Hans Joachim Irmler (Faust) konzipierte er das Trio Taste Tribes zunächst virtuell auf CD, sodann anlässlich einer Tour in der Schweiz und mit dem amerikanischen Komponist Carl Stone das Duo Gift Fig 2009. 2010 bis 2018 produzierte Harth zwölf CDs für das texanische Label Kendra Steiner Editions (KSE) und tourte in der Volksrepublik China, Kanada und Kalifornien. Harth war an den Ausstellungen The Name Is Burroughs - Expanded Media 2012 im Zentrum für Kunst und Medientechnologie Karlsruhe, Real DMZ 2013 am Artsonje Center Seoul und Universal Studios 2014 im Seoul Museum of Art beteiligt. 2016 Soundart Kooperation mit der koreanischen Künstlerin Sora Kim im National Museum of Modern and Contemporary Art (MMCA), Korea.
2014 tourte Harth mit Chris Cutler in Japan und mit Carl Stone und Uchihashi Kazuhisa in Südafrika. Auch war er an einem Lindsay-Cooper-Memorial anlässlich des London Jazz Festival und des Huddersfield Contemporary Music Festival und in Forlì, Italien, beteiligt. Mit Kazuhisa Uchihashi, Mitsuru Nasuno und Chris Cutler trat er 2015 auf dem Frankfurter Jazzfestival als Hope auf. Im Quartett Revolver 23 mit Nicola Hein, Marcel Daemgen, Jörg Fischer tourte er 2018 in Europa und trat u. a. beim Festival „Jazz im Herbst“ in Moskau auf. Im Jahr 2019 nahm Harth u. a. an der Seongbuk Documenta 6, Choi Manlin Museum in Seoul teil.
Alfred Harth ist mit der koreanischen Künstlerin Yi Soonjoo verheiratet.

## Auszeichnungen und Anerkennungen
Harth erhielt 1998 den Jazzpreis des Landes Hessen und wurde für seine Produktionen wiederholt mit dem Preis der deutschen Schallplattenkritik ausgezeichnet. Er war im Jahr 2000 Stipendiat der Art Omi International Artists Residency, New York, NY, 2001 am Ssamzie Space in Südkorea und ist Ehrenbürger von Seoul.

## Diskographie (Auswahl)

### Mit dem Sogenannten Linksradikalen Blasorchester
- Hört, hört (LP auf Trikont, 1977 + Doppel-CD auf Trikont, 1999)
- Mit gelben Birnen (LP auf Trikont, 1980 + Doppel-CD auf Trikont, 1999)

### Mit Heiner Goebbels
- Hommage/Vier Fäuste für Hanns Eisler (LP auf FMP, 1976) + Doppel-CD auf Recommended Records, 2007
- Vom Sprengen des Gartens (LP auf FMP, 1979) + Doppel-CD auf Recommended Records, 2007
- mit Dagmar Krause, Ernst Stötzner: Bertolt Brecht: Zeit wird knapp (LP auf Zweitausendeins, 1981)
- mit Dagmar Krause: Der durchdrungene Mensch / Indianer für Morgen (LP auf riskant, 1981)
- Frankfurt - Peking (LP auf riskant, 1984)
- Live in Victoriaville (LP + CD auf victo, Kanada, 1987)
- Goebbels Heart (CD auf evva, Japan, 1992)

### Mit Cassiber
- Man or Monkey (riskant, 1982)
- Beauty and the Beast (Recommended Records + riskant, 1984)
- 1982–1992 (6 CDs + DVD, Recommended Records, 2013) – bekannt als The Cassiber Box

### Mit Otomo Yoshihide
- Otomo Yoshihide New Jazz Orchestra: Out to Lunch (doubtmusic, Japan, 2005, mit Axel Dörner, Mats Gustafsson, Taisei Aoki, Kenta Tsugami, Masahiko Okura, Ko Ishikawa, Sachiko M, Toshimaru Nakamura, Taku Unami, Kumiko Takara, Cor Fuhler, Hiroaki Mizutani, Yasuhiro Yoshigaki)
- Otomo Yoshihide New Jazz Orchestra: ONJO (doubtmusic, 2005, mit Axel Dörner, Mats Gustafsson u. a.)
- Otomo Yoshihide New Jazz Orchestra: ONJO Live Vol.1 series circuit (Doppel-CD auf doubtmusic, 2006)
- Otomo Yoshihide New Jazz Orchestra: ONJO Live Vol.2 parallel circuit (Doppel-CD auf doubtmusic, 2007)
- Otomo Yoshihide's Invisible Songs: Sora (EWE, 2007, mit Jim O’Rourke, Leonid Soybelman, Tatsuo Kondo u. a.)

### Weitere Aufnahmen (Auswahl)
- Just Music (Eigenproduktion, 1969 + ECM, 1970)
- This Earth! (ECM, 1984) (mit Maggie Nichols, Paul Bley, Barre Phillips und Trilok Gurtu)
- Gestalt et Jive: Nouvelle Cuisine (Moers Music, 1985, mit u. a. Steve Beresford, Ferdinand Richard, Anton Fier) und Gestalt et Jive (Doppel-LP auf Creative Works, 1986, Schweiz)
- Anything Goes (Creative Works, 1986, Schweiz)
- mit Peter Brötzmann: Go-No-Go (FMP, 1987)
- Plan Eden mit Lindsay Cooper, John Zorn, Aleister And Alice, (Creative Works, 1987, Schweiz)
- Vladimir Estragon (mit FM Einheit, Ulrike Haage, Phil Minton): Three Quarks for Muster Mark (LP + CD auf Enja, 1989)
- Trio Trabant a Roma (mit Lindsay Cooper, Phil Minton): State of Volgograd (FMP, 1994)
- mit Wolfgang Stryi: Modern Post (Orkestrion Schallfolien, 1997)
- Imperial Hoot (mit Christoph Korn u. a.): Secrets of Development (Blue Noise, 1999)
- Trio Viriditas (mit Wilber Morris, Kevin Norton): waxwebwind@eastbroadway (Clean Feed, 2002) und Live at Vision Festival VI (Clean Feed, 2008, Portugal)
- Mother-of-Pearl: T_error (DVD) und kr. /. jp (Slowalk, 2005, Korea)
- mit Günter Müller und Hans-Joachim Irmler: Taste Tribes (for4ears, 2008, Schweiz)
- 7k Oaks (mit Luca Venitucci, Fabrizio Spera, Massimo Pupillo): 7000 Oaks  (Die Schachtel, 2008) und Entelechy (Die Schachtel, 2011, Italien)
- mit Carl Stone: Gift Fig (KSE, 2012, USA) und Stellenbosch (KSE, 2015, USA)
- mit Wolfgang Seidel, Nicole Van den Plas: Five Eyes (Moloko Plus, 2015, Deutschland)
- mit Jonathan Meese, Mama Baer und Kommissar Hjuler: Aufbruch zu Kepler-452b (Psych.KG, 2017, Deutschland)
- Laubhuette Productions (Moloko Plus, 2020, Deutschland)
- mit Peter Fey Sweet Paris Reloaded (Moloko Plus, 2022, Deutschland)
- Nischen mit Günter Müller, Hans-Joachim Irmler und Wolfgang Seidel (Moloko Plus, 2023, Deutschland)